# Gossip Girl (serie televisiva)
Gossip Girl è una serie televisiva statunitense trasmessa dal network The CW dal 2007 al 2012, basata sugli omonimi romanzi di Cecily von Ziegesar.
In Italia la serie è stata trasmessa in anteprima assoluta da Mya, canale pay della piattaforma Mediaset Premium, dal 19 gennaio 2008 al 5 marzo 2013; in chiaro la serie è stata invece trasmessa dal 7 gennaio 2009 al 4 gennaio 2014 su Italia 1.

## Trama
La serie è incentrata su un gruppo di adolescenti figli di persone facoltose che frequentano una prestigiosa scuola superiore nell'Upper East Side di New York City . La loro vita privata è costantemente commentata da una blogger sconosciuta che si cela sotto lo pseudonimo di "Gossip Girl".
Questa racconta gli scandali e i dettagli intimi delle vite dei personaggi durante il liceo, l'università e negli anni successivi. Durante tutto questo periodo, i personaggi cercano di svelare la vera identità di Gossip Girl.

### Prima stagione
Serena van der Woodsen torna inaspettatamente nell'Upper East Side dal collegio per il quale era partita improvvisamente  senza dare spiegazioni a nessuno. Blair, arrabbiata per non aver più ricevuto notizie di Serena dalla sua partenza e per non aver avuto nessuno con cui confidarsi in merito ai suoi problemi familiari, non è contenta del ritorno di Serena e cerca di tagliarla fuori dalla cerchia di vecchie conoscenze nel timore che possa riprendersi il titolo di regina della Constance Billard, la loro scuola, conquistato nell'ultimo anno proprio grazie all'assenza di Serena, da sempre più popolare di lei. Il contrasto tra le due ex amiche si fa più aspro quando Blair scopre che, prima di lasciare New York, Serena è andata a letto con il suo ragazzo, Nate Archibald, ma le due riescono a superare la cosa quando Blair confida all'amica quello che ha provato negli ultimi mesi e Serena le confessa di essere tornata perché il fratello minore, Eric, ha tentato il suicidio. Blair rimane comunque con Nate, ma quando scopre che il ragazzo è ancora innamorato di Serena lo lascia, finendo poco dopo a letto con Chuck Bass, il migliore amico di Nate. Mentre il padre di Nate, Howard, viene denunciato per frode e appropriazione indebita, Serena comincia a uscire con Dan Humphrey, un suo coetaneo di Brooklyn, con ambizioni letterarie, da tempo innamorato di lei: la relazione tra i due non è però vista di buon occhio dai rispettivi genitori, Lily van der Woodsen e Rufus Humphrey, che iniziano a sentire che i sentimenti che li legavano da giovani sono ancora vivi nonostante Lily sia fidanzata con Bart Bass, padre di Chuck. Quest'ultimo ha intanto intrecciato una relazione clandestina con Blair, che la ragazza tronca poco dopo per tornare con Nate. Per vendetta, Chuck fa sapere a tutti, tramite Gossip Girl, di lui e di Blair: detronizzata dal suo ruolo di regina per essere stata con due ragazzi in poco tempo e lasciata da Nate, che comincia a uscire con Vanessa Abrams, amica da sempre di Dan Humphrey, Blair rimane sola, con Serena al suo fianco, mentre Jenny Humphrey, sorella minore di Dan, cerca di prendere il suo posto come nuova regina della Constance. Anche a causa dei sabotaggi di Blair, Jenny non riesce nel suo intento e decide di tornare a Brooklyn, avendo sacrificato troppe cose importanti.
Mentre Blair riprende il suo posto di regina, il rapporto tra Serena e Dan è messo a dura prova dall'arrivo della spregiudicata Georgina Sparks, vecchia conoscenza della ragazza, che vuole farla tornare alle sue abitudini festaiole ricattandola con un segreto del quale sono a conoscenza solo loro due. Per non rovinare l'immagine che Dan ha di lei, Serena comincia a raccontargli delle bugie, finendo per allontanarlo da sé e farlo avvicinare alla stessa Georgina, che si presenta a lui sotto falso nome e ne conquista la fiducia. Spinta da Blair, Nate e Chuck, Serena racconta loro che, un anno prima, Georgina l'aveva filmata di nascosto mentre passava una dose di cocaina a un ragazzo, mandandolo in overdose e facendolo così morire: questo è anche il motivo per cui ha lasciato New York per andare in collegio. Blair racconta tutto a Dan e insieme riescono a mandare Georgina in un centro di recupero; la relazione tra Serena e Dan termina al matrimonio di Lily e Bart, durante il quale il padre di Nate scappa per sfuggire all'arresto e Nate lascia Vanessa per non coinvolgerla nei problemi finanziari della sua famiglia. Sempre al matrimonio di Lily e Bart, Blair e Chuck tornano insieme, ma una settimana dopo il ragazzo abbandona Blair all'aeroporto, non volendo affrontare le responsabilità di una relazione seria: la ragazza parte così per trascorrere l'estate in Europa senza di lui.

### Seconda stagione
Blair torna dall'Europa con un nuovo ragazzo di nome Marcus Beaton, scatenando la gelosia di Chuck. La coppia si lascia poco dopo quando, grazie a Vanessa, Blair scopre che Marcus va a letto con la matrigna. Con l'inizio dell'ultimo anno scolastico, mentre Blair e Chuck cercano di dirsi "ti amo", Jenny comincia a saltare la scuola per lavorare alla Waldorf Design, di proprietà della madre di Blair, Eleanor, nota stilista. Nate e Dan diventano amici e, quando quest'ultimo scopre che Nate vive accampato in casa dopo il pignoramento dei beni avvenuto in seguito alla fuga del padre, gli offre di stare un po' al loft degli Humphrey. Nate comincia presto una relazione con Jenny, che intanto decide di dedicarsi completamente alla moda e studiare da privatista; la ragazza conosce inoltre la modella Agnes, che la spinge a licenziarsi per creare insieme un proprio marchio. L'iniziativa incontra l'opposizione di Rufus, e Jenny, avendo bisogno dell'approvazione dei genitori perché è ancora minorenne, decide di chiedere l'emancipazione legale, ma alla fine rinuncia. Nel frattempo, mentre Serena comincia a vedere Aaron e il padre di Nate, tornato in città, viene arrestato grazie al figlio, Lily scopre che Bart ha fatto delle indagini su di lei e sui figli e decide di lasciarlo per tornare con Rufus. Il marito muore però in un incidente stradale e Chuck accusa la matrigna di esserne la causa. Blair cerca di stargli vicino e, il giorno del funerale del padre, gli dice di amarlo, ma il ragazzo si allontana, sparendo dalla circolazione. Parallelamente, Rufus, scoperto che diciannove anni prima Lily aspettava un figlio da lui, parte con la donna per ritrovarlo, ma i genitori adottivi mentono loro dicendo che è morto.
All'inizio dell'anno nuovo, Chuck torna a New York con lo zio Jack Bass per la lettura del testamento del padre, nel quale Bart lascia le industrie Bass nelle mani del figlio. Jack, non soddisfatto, sabota il nipote, ma viene infine cacciato in Australia quando Lily, adottando Chuck, diventa sua tutrice al posto di Jack. Lasciato nuovamente Dan a causa delle loro differenze, Serena comincia una relazione con Gabriel, che coinvolge amici e parenti della ragazza in una truffa organizzata dalla ex Poppy Lifton: l'intervento di Georgina, tornata in città, risolve la situazione. Poco tempo dopo, Gossip Girl rovina la cerimonia del diploma e Serena, meditando vendetta, cerca di scoprire la sua identità, finendo per far arrabbiare la blogger, che rivela i segreti fino a quel momento tenuti nascosti.
La settimana seguente, mentre Blair sceglie Jenny come regina che la sostituirà l'anno successivo e Lily accetta di sposare Rufus, Chuck dice a Blair di amarla e i due tornano insieme.

### Terza stagione
Dan, Vanessa, Blair e Georgina cominciano a frequentare la NYU. Qui Vanessa incontra Scott Rosson, il figlio di Lily e Rufus venuto a New York per conoscere i suoi genitori dopo aver scoperto di essere stato adottato. Il ragazzo rivela solo a Vanessa la sua vera identità, ma la sua confidenza viene origliata da Georgina, che ha intanto cominciato a uscire con Dan. Quest'ultimo, rendendosi conto dell'attaccamento patologico della ragazza nei suoi confronti, la lascia per cominciare a uscire con Olivia Burke. Parallelamente, mentre Nate inizia a frequentare la Columbia e Chuck investe dei soldi nell'acquisto dell'hotel Empire, Serena decide di rimandare di un anno l'iscrizione alla Brown ed entrare nel mondo del lavoro. Georgina, arrabbiata con Dan per essere stata lasciata, si presenta al matrimonio di Lily e Rufus, rivelando a tutti che Scott è loro figlio, ma Blair e Chuck la mandano in Bielorussia in modo che non faccia altri danni. Dopo il matrimonio, Jenny decide di diventare la regina di tutto l'Upper East Side, incontrando però l'opposizione di Eric, che la vede troppo cambiata. La ragazza comincia anche a uscire con Damien Dalgaard, figlio di un diplomatico che la trascina nello spaccio di droga. Mentre Dan e Vanessa capiscono di non essere più solo amici, Serena comincia una relazione con Trip van der Bilt, cugino di Nate, nonostante l'uomo sia sposato. La coppia ha però un incidente d'auto nel quale Serena finisce in ospedale. Serena lascia Trip e si avvicina a Nate. Tra Serena e Nate scoppia subito una storia d'amore travolgente, anche se non mancano della piccole incomprensioni. Nonostante le varie vicende che mettono a rischio la loro relazione i due tornano sempre l'uno dall'altro dimostrando che il loro è vero amore. I due infatti citando loro stessi "hanno aspettato veramente tanto tempo per poter stare insieme".
Parallelamente, Chuck scopre che la madre è ancora viva, ma la donna trama contro di lui per far avere l'hotel Empire a Jack Bass, del quale è innamorata, e, per riavere l'hotel, il ragazzo baratta Blair, che lo lascia. Tempo dopo, William van der Woodsen arriva a New York per cercare di riconquistare Lily. Nonostante Serena sia felice di rivedere il padre, che aveva cercato per tutta l'estate, gli amici non sono convinti della sincerità dell'uomo e scoprono che ha fatto credere a Lily di essere malata di cancro. Ricercato dalla polizia, William scappa dalla città e Serena, ferita, si rifugia da Dan, l'unica persona a esserle rimasta vicina. Jenny, ancora innamorata di Nate, prova a intromettersi nella tra lui e Serena ma non avendo successo finisce a letto con Chuck, depresso perché crede che Blair non lo ami più. Quando quest'ultima lo raggiunge per tornare con lui, scopre quello che è successo con Jenny e la bandisce da New York, partendo poi per le vacanze estive con Serena che si è appena lasciata con Nate perché bisognosa di un periodo di riflessione. Mentre Jenny si trasferisce a Hudson dalla madre e Georgina si presenta a Dan incinta, Chuck viene gravemente ferito a Praga da un colpo di pistola durante una rapina.

### Quarta stagione
Chuck torna dall'Europa con Eva, la ragazza che l'ha curato dalla ferita e che l'ha profondamente cambiato facendolo diventare un uomo migliore. Blair, ancora innamorata di lui, fa però in modo che il ragazzo cacci Eva e, quando Chuck lo scopre, le dichiara guerra, arrivando a riportare Jenny in città. Serena è pronta a fare la sua scelta tra Dan e Nate, ma li trova entrambi impegnati rispettivamente con Vanessa e Juliet Sharp. Quest'ultima ha un conto in sospeso con Serena e cerca di sabotarla in ogni modo. Intanto, Blair e Chuck capiscono di amarsi ancora e nonostante a nessuno dei due convenga si baciano davanti a tutti e si dicono ti amo; decidono però di aspettare a cominciare una nuova relazione. Per poter infine avere la sua vendetta, Juliet droga pesantemente Serena, spiegandole poi che dietro il suo gesto c'è la volontà di fargliela pagare per aver denunciato ingiustamente per stupro suo fratello Ben, professore al vecchio collegio di Serena. Non sapendo di cosa Juliet stia parlando, Serena deduce che la denuncia sia stata fatta da Lily e, mentre il padre di Nate esce di prigione e finisce agli arresti domiciliari, la ragazza si prodiga per far uscire Ben di prigione, riuscendo infine nell'intento.  Blair inizia uno stage alla rivista W e un'amicizia/rivalità con Dan. Parallelamente, Russell Thorpe, rivale in affari di Bart, cerca di acquisire le industrie Bass spinto dal rancore verso l'uomo con cui sua moglie lo tradiva. Insieme a Nate, Blair e Raina, figlia di Russell, Chuck scopre che l'uomo uccise erroneamente la moglie al posto di Bart e lo fa quindi arrestare.
Poco tempo dopo, Charlie Rhodes, figlia della sorella di Lily, Carol, e cugina di Serena, arriva a New York per passare del tempo con il resto della famiglia e rimane affascinata dal mondo opulento dell'Upper East Side. La ragazza comincia a uscire con Dan, manifestando però dei comportamenti riconducibili a uno squilibrio psicologico, e, dopo un tentato suicidio, torna a Miami dalla madre. Qui si scopre che la ragazza presentatasi come Charlie è in realtà l'attrice Ivy Dickens, pagata da Carol per impersonare la figlia e avere accesso al suo fondo fiduciario. Con l'arrivo dell'estate, Serena inizia a lavorare nel mondo del cinema e, mentre Vanessa vende a una casa editrice un romanzo di Dan prima di trasferirsi a Barcellona, Blair parte in yacht con Louis Grimaldi, principe di Monaco conosciuto l'estate precedente, del quale ha accettato la proposta di matrimonio.

### Quinta stagione
Durante i preparativi delle nozze, Blair scopre di essere incinta, ma, nonostante il bambino sia di Louis, quest'ultimo continua a essere molto geloso di Chuck, che ha intanto accettato pienamente di aver perso Blair, guadagnando così una ritrovata serenità. Intanto Inside, il romanzo di Dan, viene pubblicato, scalando velocemente le classifiche, ma portando il ragazzo a un temporaneo distacco dagli amici, dai quali ha preso ispirazione per i personaggi, descritti non sempre positivamente. Mentre Nate diventa giornalista per il New York Spectator, Serena riporta in città Ivy, incontrata per caso a Los Angeles: quest'ultima viene accolta a braccia aperte dalla famiglia nonostante gli eventi dell'anno precedente, ma comincia a temere che la sua vera identità possa venire alla luce a causa dell'arrivo in città del suo ex fidanzato Max, venuto a cercarla. Con il passare del tempo, Blair comincia a dubitare di aver fatto la cosa giusta scegliendo Louis e, anche grazie all'aiuto di Dan, matura infine la decisione di tornare con Chuck. La coppia ha però un incidente d'auto scappando dai paparazzi e, mentre Blair perde il bambino, Chuck finisce in coma. Affinché lui si salvi, Blair promette a Dio di sposare Louis: il matrimonio tra i due finisce comunque pochi mesi dopo e, ottenuto il divorzio, Blair comincia una relazione con Dan, ferendo Serena, che ne è ancora innamorata. Quest'ultima si consola occupandosi del blog di Gossip Girl, lasciatole da Georgina, che ne era entrata in possesso dopo l'incidente di Blair e Chuck.
Poco tempo dopo, Cece, la nonna di Serena, muore e al suo capezzale si presenta Lola, la nuova ragazza di Nate, nonché la vera Charlie Rhodes: l'inganno di Ivy e Carol viene così allo scoperto e quest'ultima è arrestata per frode. Mentre comincia una battaglia legale tra Lily e Ivy, che ha ereditato tutto il patrimonio di Cece, Serena scopre che lei e Lola condividono il padre e sono quindi sorellastre. Già sconvolta dalla notizia, Serena perde anche il suo ruolo di nuova Gossip Girl quando quella vera, grazie all'aiuto di Nate, riesce a rubarle il portatile. Parallelamente Chuck, indagando su chi gli abbia donato il sangue mentre era in coma, scopre che il padre Bart è vivo e ha solo finto la sua morte: il ritorno dell'uomo mette ancora più in crisi il matrimonio di Rufus e Lily, che decide di tornare dall'ex marito. Le pagine del diario di Blair vengono intanto pubblicate da Gossip Girl, rivelando che la ragazza ama ancora Chuck: quando Blair scopre che la colpa è di Serena, la caccia di casa e, lasciato Dan, si prepara a ereditare la Waldorf Design e sostenere Chuck nella sua lotta contro Bart per riprendere il controllo delle industrie Bass. Mentre Dan parte con Georgina per scrivere un nuovo libro sull'Upper East Side ancora più scandaloso di Inside, e Lola chiede a Ivy di farla pagare a Lily per aver mandato sua madre in prigione, Serena ricade nel vortice della droga e Nate riceve un video che mostra la vera Gossip Girl mentre ruba il portatile di Serena.

### Sesta stagione
Nate è costretto a rinunciare alla sua indagine su Gossip Girl a cui chiede aiuto per scoprire dove si trova Serena, sparita per tutta l'estate: una volta trovata dagli amici nelle campagne vicino a New York, la ragazza torna a Manhattan con Steven Spence, imprenditore e suo nuovo amore, ma non vuole avere più niente a che fare con Blair. Quest'ultima prende intanto in mano la Waldorf Design, mentre Chuck comincia a indagare sugli affari di Bart a Dubai, arrivando a scoprire che il vero motivo per cui il padre ha finto la sua morte è perché ha violato l'embargo acquistando del petrolio dal Sudan. 
Nel frattempo, mentre Ivy cerca, fallendo, di togliere a Lily tutto ciò che possiede, il romanzo di Dan, Inside Out, comincia a essere pubblicato a puntate, destando molto scalpore per la presenza dei veri nomi dei protagonisti, ma portando anche a un allontanamento di Dan dalla famiglia: l'unica a restargli vicino è Serena, con la quale comincia una nuova relazione dopo che la storia della ragazza con Steven finisce, ma Serena scopre che Dan la sta solo sfruttando per scrivere il suo libro. 
Intanto, Chuck riesce a ottenere le prove che Bart ha ucciso coloro che sapevano dei suoi traffici illeciti e, durante un'accesa discussione con il padre sulla terrazza di un grattacielo, Bart precipita e muore. Chuck, scappato insieme a Blair, viene ricercato dalla polizia come persona informata sui fatti, e lui e Blair si sposano cosicché la ragazza, in qualità di sua moglie, non possa essere costretta a testimoniare contro il marito. Poco dopo, comunque, la morte di Bart viene archiviata come incidente, mentre Dan riesce a riconquistare Serena e consegna a Nate il capitolo finale di Inside Out, nel quale rivela a tutti di essere Gossip Girl perché voleva entrare a far parte, in qualche modo, del mondo di Serena. Cinque anni dopo, nel 2017, Dan e Serena si sposano, mentre Chuck e Blair hanno un figlio, Henry, e Nate, direttore di successo dello Spectator, è in testa ai sondaggi come futuro sindaco di New York.

## Episodi
| Stagione         | Episodi | Prima TV USA | Prima TV Italia |
| ---------------- | ------- | ------------ | --------------- |
| Prima stagione   | 18      | 2007-2008    | 2008            |
| Seconda stagione | 25      | 2008-2009    | 2009            |
| Terza stagione   | 22      | 2009-2010    | 2010            |
| Quarta stagione  | 22      | 2010-2011    | 2011            |
| Quinta stagione  | 24      | 2011-2012    | 2012            |
| Sesta stagione   | 10      | 2012         | 2013            |

## Personaggi e interpreti
- Serena van der Woodsen (stagioni 1-6), interpretata da Blake Lively, doppiata da Francesca Manicone.
- Blair Waldorf (stagioni 1-6), interpretata da Leighton Meester, doppiata da Eleonora Reti.
- Nate Archibald (stagioni 1-6), interpretato da Chace Crawford, doppiato da Davide Perino.
- Dan Humphrey (stagioni 1-6), interpretato da Penn Badgley, doppiato da David Chevalier.
- Jenny Humphrey (stagioni 1-4, guest star stagione 6), interpretata da Taylor Momsen, doppiata da Alessia Amendola.
- Chuck Bass (stagioni 1-6), interpretato da Ed Westwick, doppiato da Daniele Raffaeli.
- Rufus Humphrey (stagioni 1-6), interpretato da Matthew Settle, doppiato da Francesco Bulckaen.
- Lily van der Woodsen (stagioni 1-6), interpretata da Kelly Rutherford, doppiata da Francesca Guadagno.

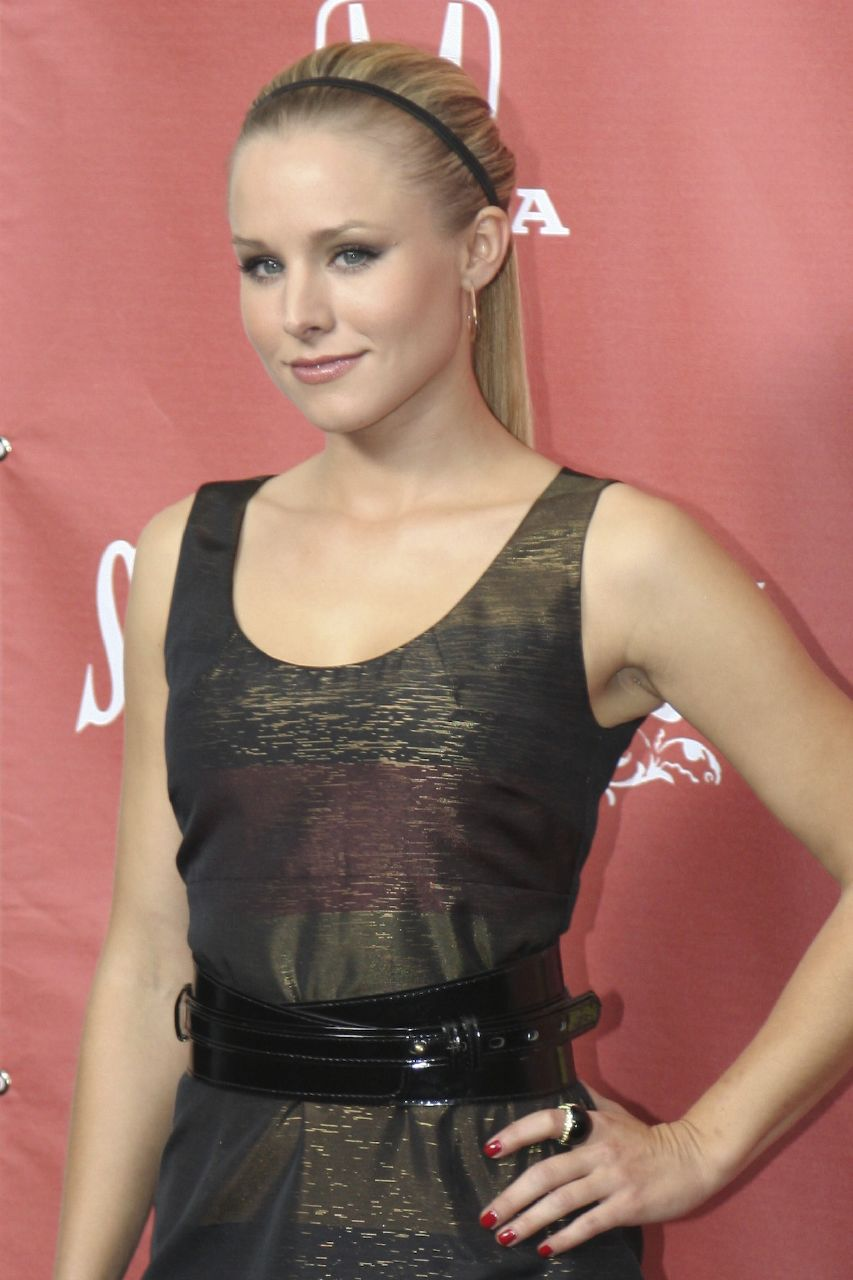
Kristen Bell interpreta Gossip Girl.
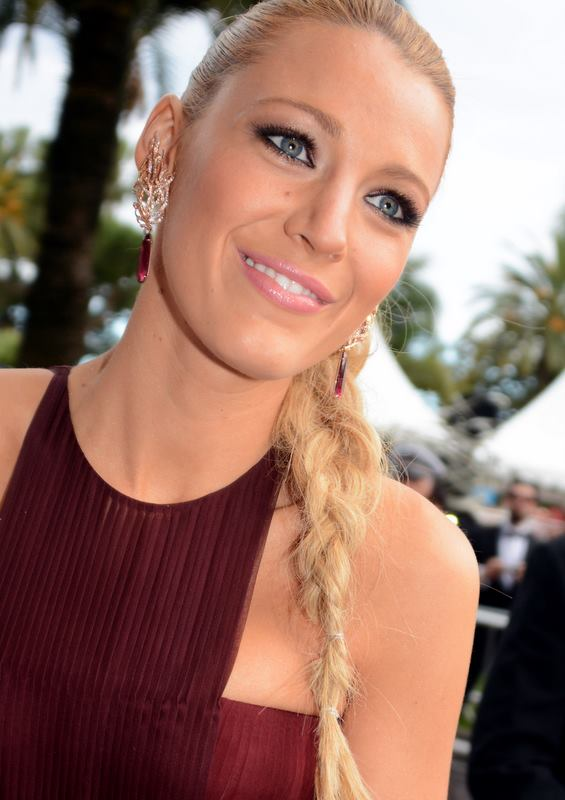
Blake Lively interpreta Serena van der Woodsen.
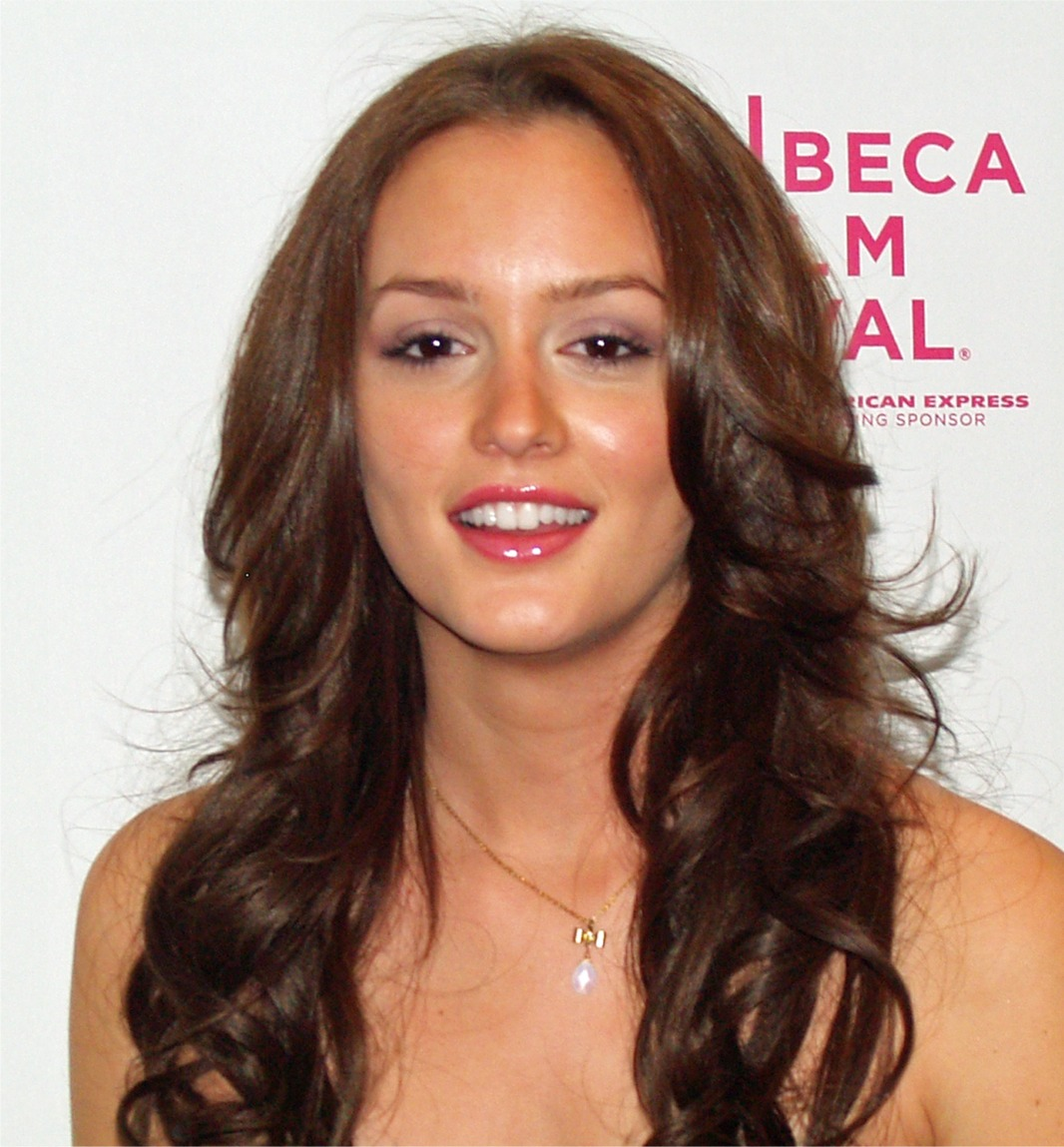
Leighton Meester interpreta Blair Waldorf.
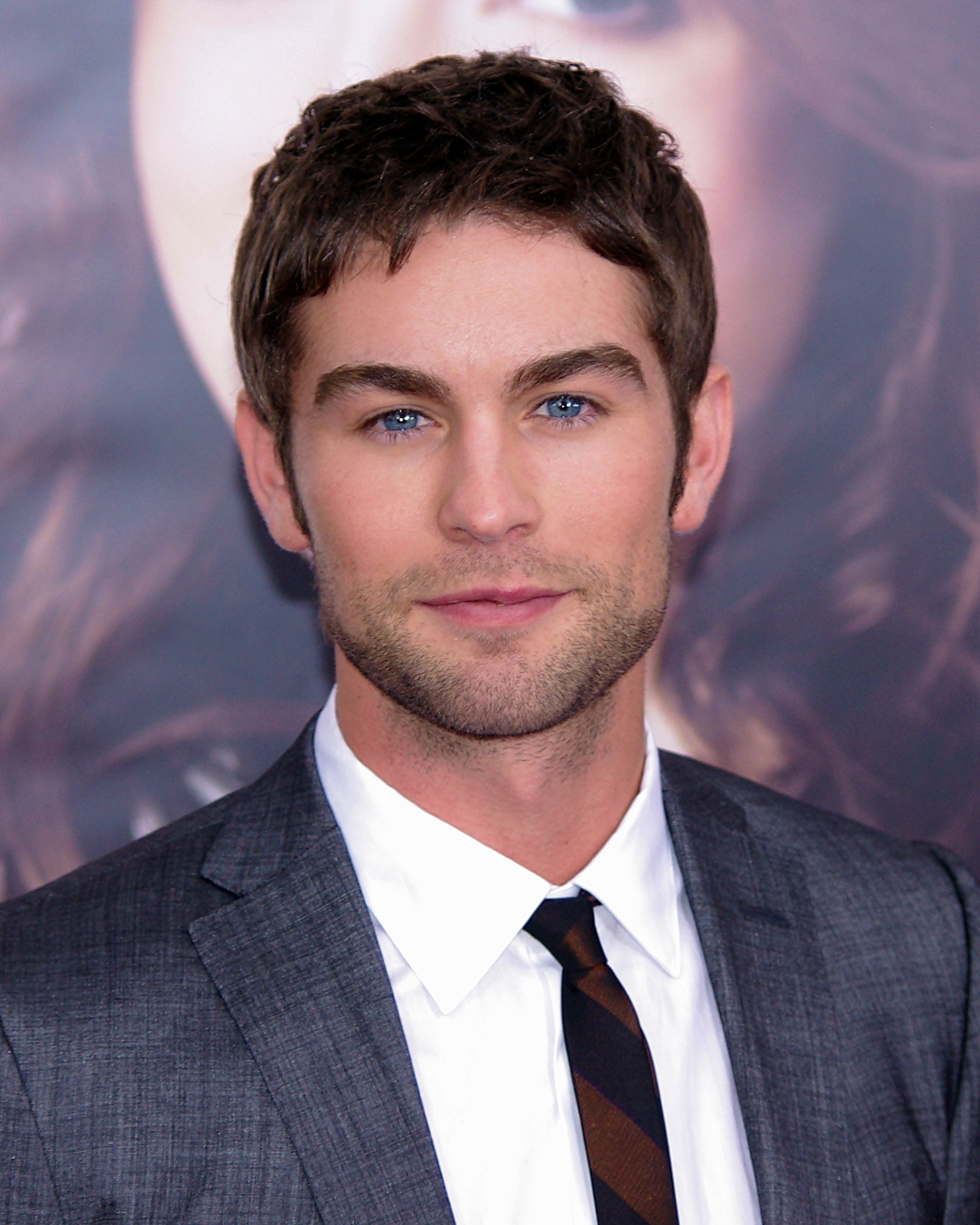
Chace Crawford interpreta Nate Archibald.
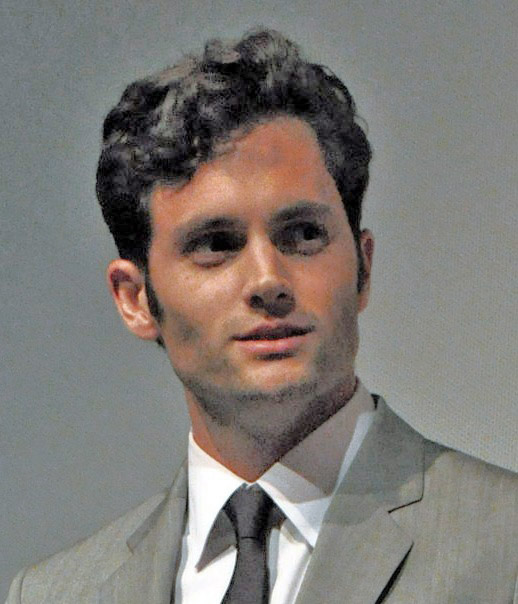
Penn Badgley interpreta Dan Humphrey.
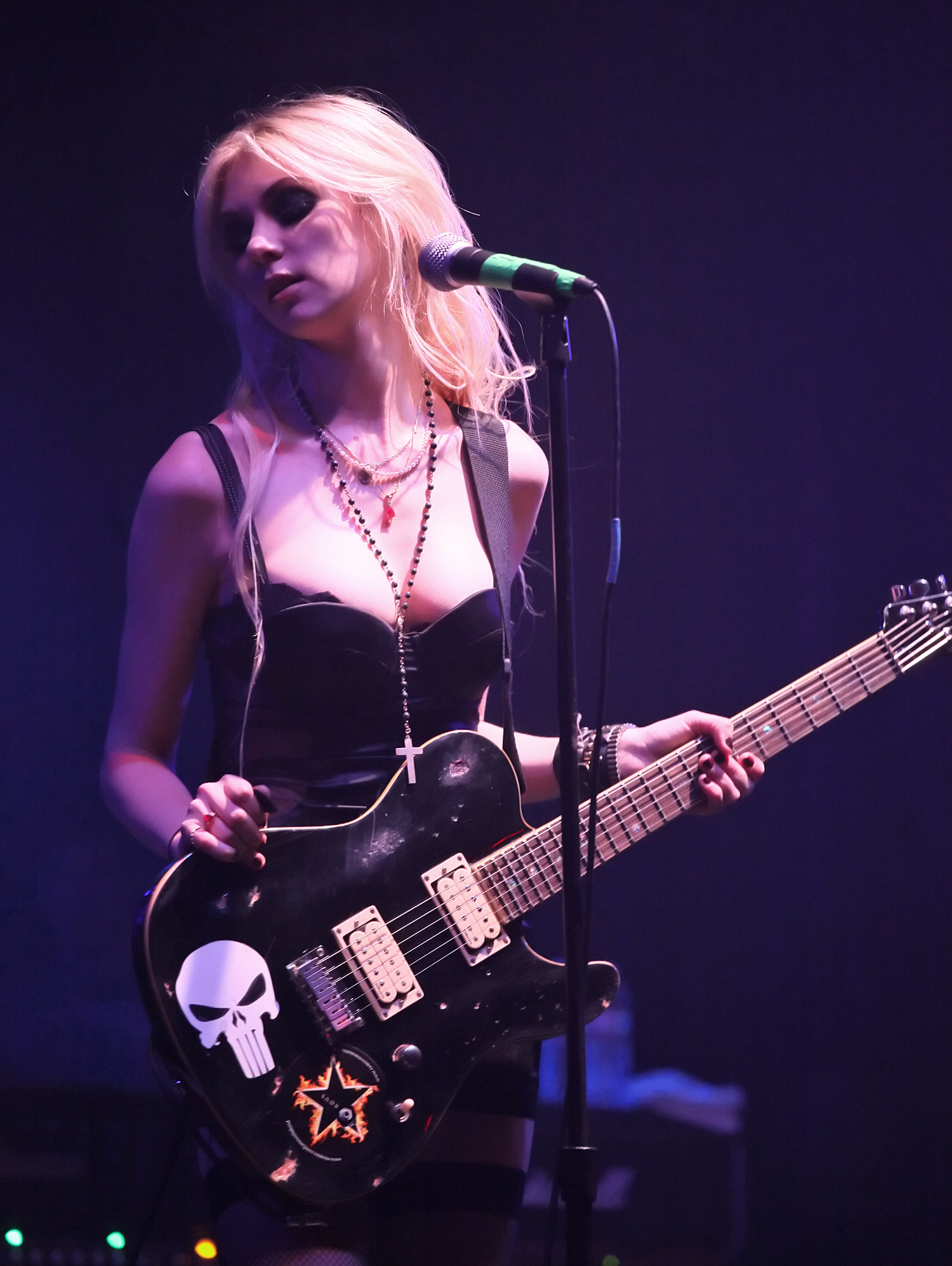
Taylor Momsen interpreta Jenny Humphrey.
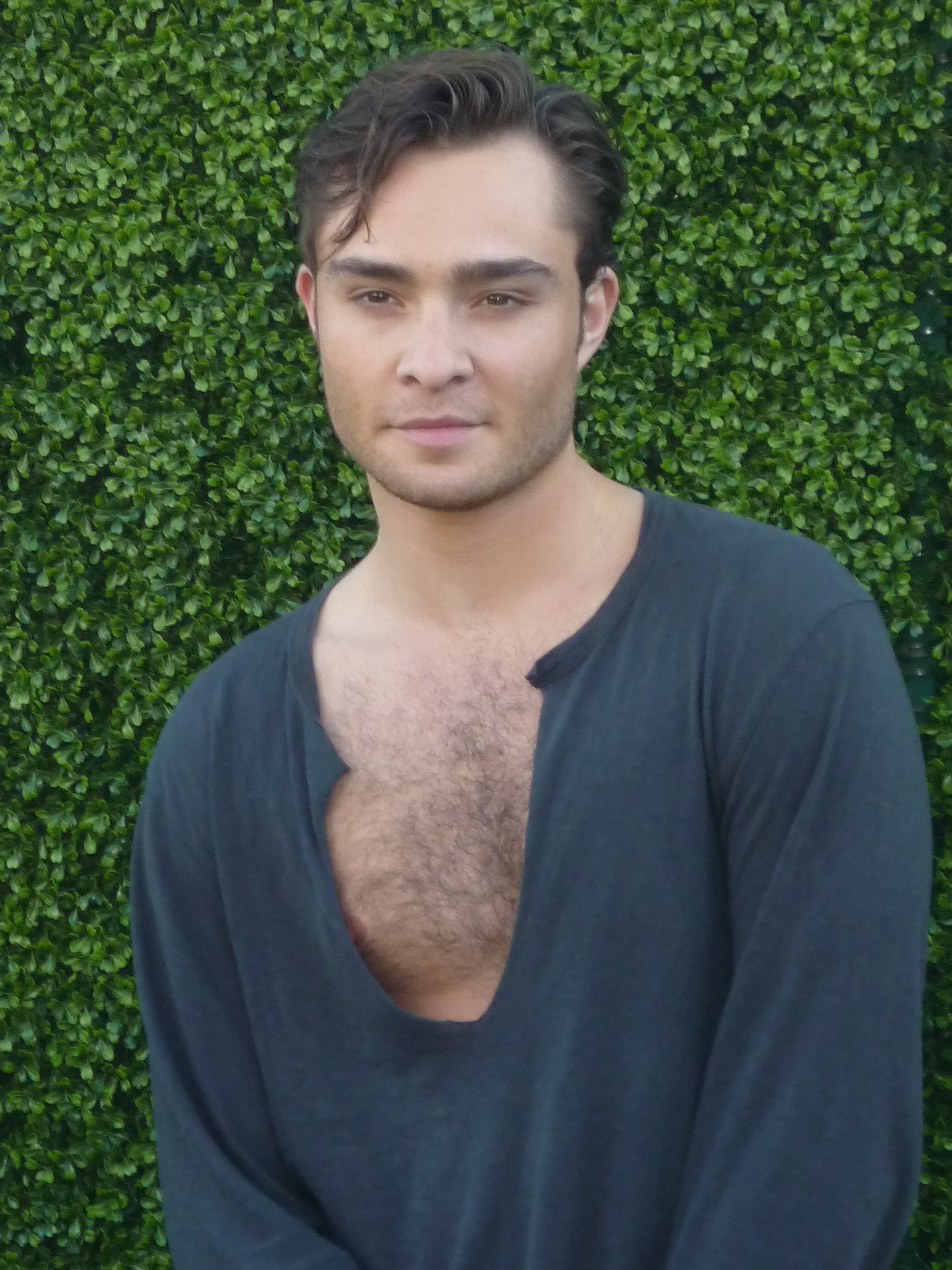
Ed Westwick interpreta Chuck Bass.
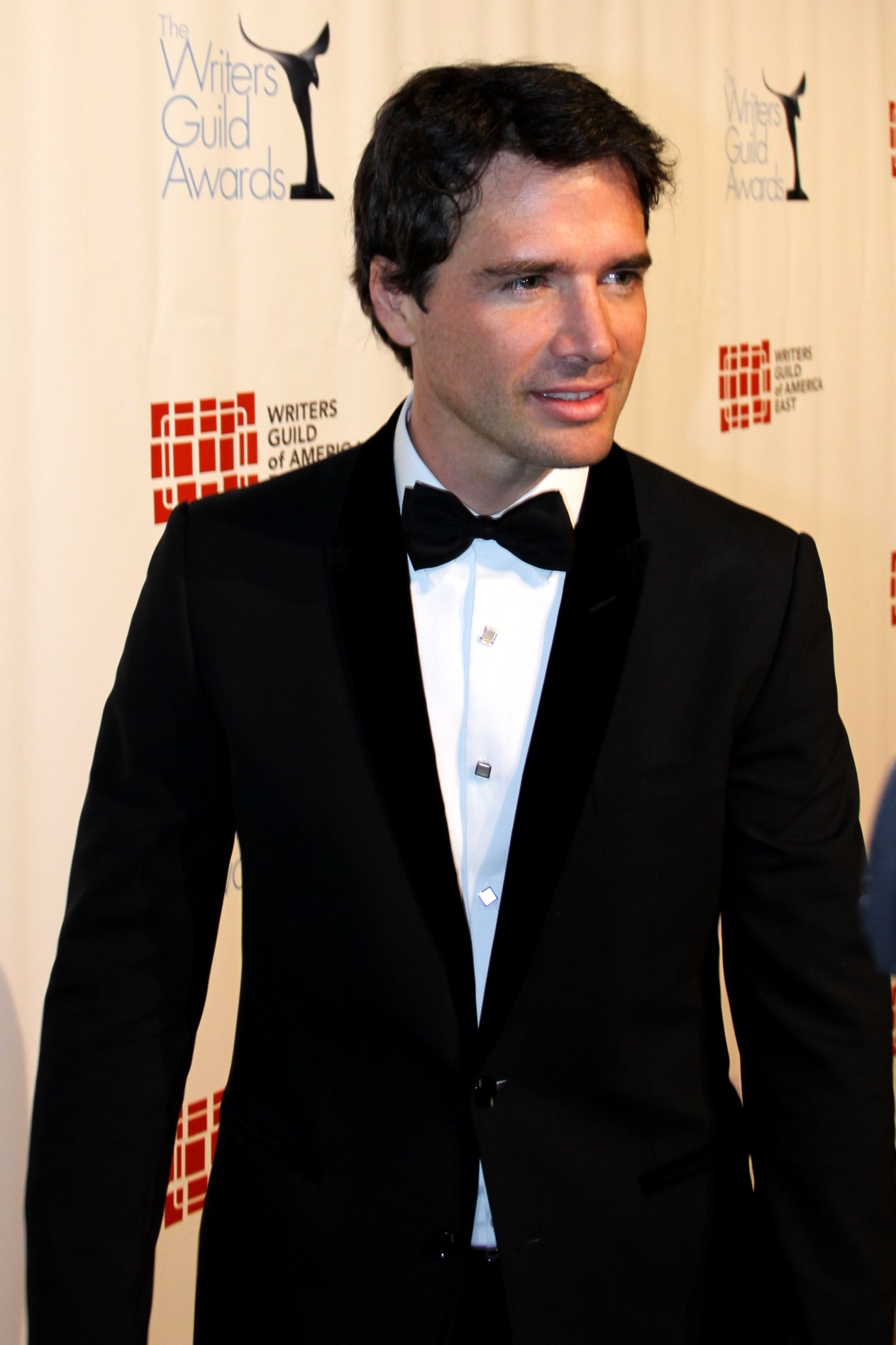
Matthew Settle interpreta Rufus Humphrey.

## Produzione

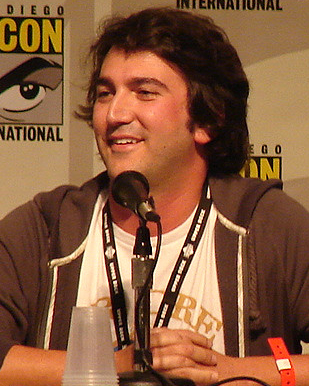
Josh Schwartz

I libri di Gossip Girl dovevano inizialmente essere adattati in un film con Lindsay Lohan, ma il progetto non prese piede e fu affidato a Stephanie Savage e Josh Schwartz per essere trasformato in una serie televisiva. Le caratteristiche dei personaggi furono prese dal primo libro della serie. A Bob Levy e Leslie Morgenstein di Alloy Entertainment fu affidato il compito di adattare i romanzi per la televisione.
La serie viene considerata uno degli show più attesi della stagione televisiva 2007-2008: il primo episodio, mandato il onda il 19 settembre, viene seguito da tre milioni e mezzo di spettatori. In seguito al successo di Gossip Girl, il co-produttore di Una mamma per amica John Stephens viene avvicinato da Schwartz e Savage, che avevano precedentemente lavorato con lui in The O.C., per unirsi a loro come produttore esecutivo.
Il 3 marzo 2008 la serie viene rinnovata per una seconda stagione, che debutta il 1º settembre. Gli episodi pianificati sono inizialmente ventidue, ma ne vengono ordinati altri due a metà ottobre e un venticinquesimo alla fine dello stesso mese.
Dopo l'annuncio di una terza stagione, il 1º luglio 2009 il cast torna sul set e i nuovi episodi arrivano il 14 settembre.
La quarta stagione viene annunciata il 16 febbraio 2010 e le riprese cominciano a Parigi il 5 luglio. Il primo episodio viene trasmesso il 13 settembre.
Il 26 aprile 2011 la serie viene rinnovata per una quinta stagione, che comincia ad andare in onda dal 26 settembre; le riprese cominciano il 6 luglio e ad agosto The CW ordina altri due episodi, portando la stagione a un totale di 24. Il 24 aprile 2012 viene annunciato che Safran lascerà lo show al termine della quinta stagione: il suo posto viene preso da Sara Goodman.
L'11 maggio 2012 è stato annunciato il ritorno della serie con una sesta e ultima stagione di dieci episodi con la possibilità di una retrospettiva più lunga. La stagione comincia l'8 ottobre e termina il 17 dicembre 2012. Le riprese dell'ultimo episodio si sono svolte a metà ottobre.

### Casting
Il cast iniziale di Gossip Girl è composto da nove attori regolari: Blake Lively e Leighton Meester sono state le prime due attrici ad essere scelte a febbraio 2007 per i ruoli, rispettivamente, di Serena van der Woodsen e Blair Waldorf. Chace Crawford, Taylor Momsen, Penn Badgley e Kelly Rutherford sono stati ingaggiati in marzo per i ruoli di Nate Archibald, Jenny Humphrey, Dan Humphrey e Lily van der Woodsen.
Gli attori per i ruoli di Chuck Bass e Rufus Humphrey, ovvero Ed Westwick e Matthew Settle, sono stati invece trovati in aprile. A maggio è stata scelta la voce di Kristen Bell per il ruolo di Gossip Girl, narratrice della storia, e Michelle Trachtenberg è entrata nel cast come guest star nel ruolo di Georgina Sparks, precedentemente offerto a Mischa Barton.
Con l'annuncio della produzione della quinta stagione, viene rivelato che Taylor Momsen, Jessica Szohr e Connor Paolo hanno abbandonato la serie. Kaylee DeFer, unitasi al cast nel diciottesimo episodio della quarta stagione, viene promossa a personaggio regolare per la quinta.
A ottobre 2012 viene confermata la partecipazione di Taylor Momsen e Connor Paolo all'ultimo episodio della serie.

### Riprese

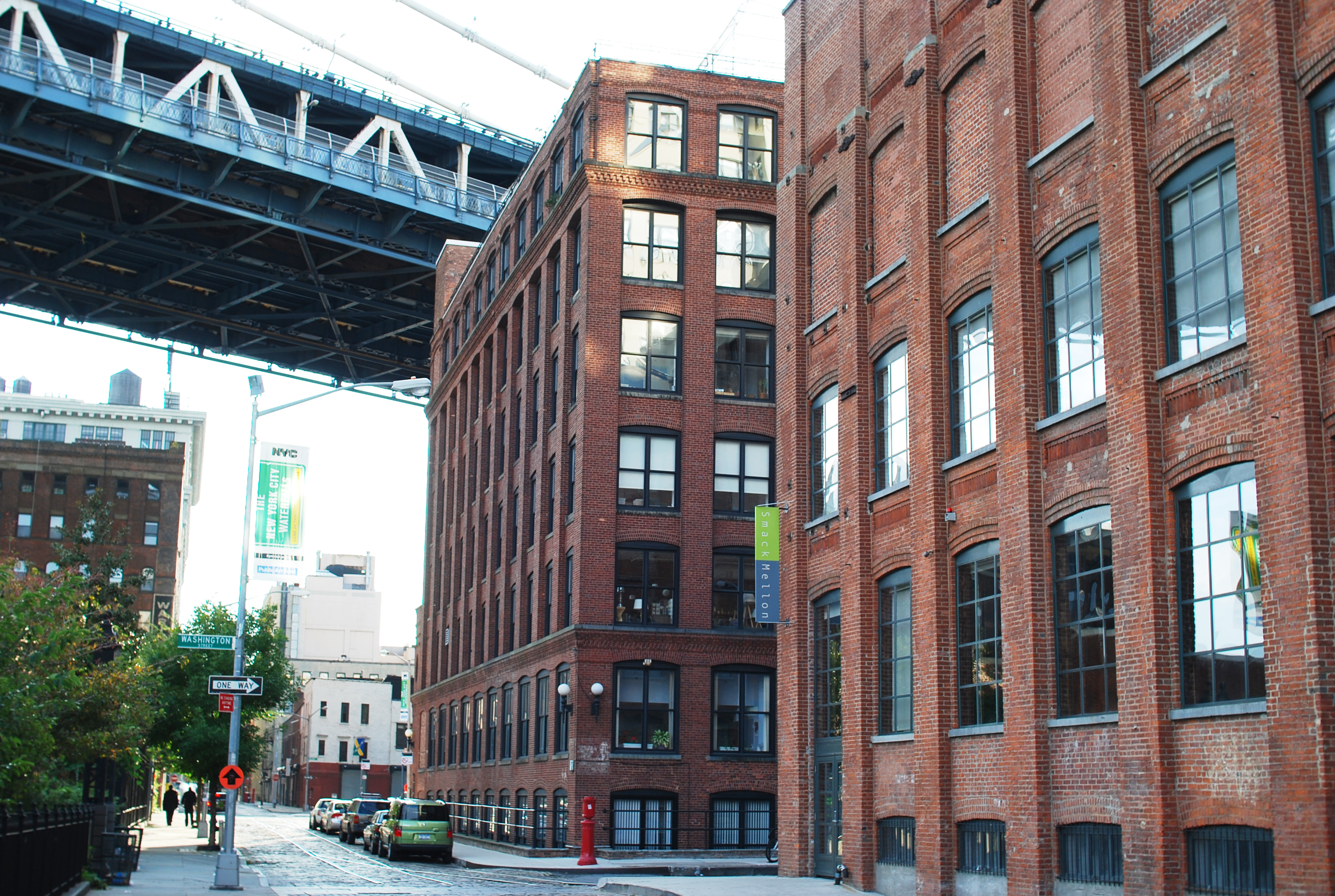
Il loft degli Humphrey a Brooklyn

La serie è principalmente girata a New York. Il club di burlesque di Chuck Bass Victor Victrola è il The Box Manhattan, mentre gli esterni della scuola Constance Billard-St. Judes sono quelli del Museum of the City of New York.
La Cooper's Beach del primo episodio della seconda stagione è in realtà la Rockaway Beach, mentre il campus di Yale nel sesto episodio è la Columbia University.
I primi episodi della quarta stagione sono ambientati a Parigi: le scene sono state girate alla Sorbona, al museo d'Orsay, alla torre Eiffel, alla Gare du Nord, in Avenue Montaigne e a Saint-Germain-des-Prés. La Columbia University è diventata la location principale dei primi episodi dopo il ritorno da Parigi.

### Costumi
Il costumista dello show è Eric Daman, ex-modello di Calvin Klein e collaboratore di Patricia Field in Sex and the City. Per le prime tre stagioni è stato stimato che il valore dell'immenso guardaroba di ben 460 metri quadrati sia arrivato a 12 milioni di sterline. In un'intervista con Vanity Fair, Daman e Meredith Markworth-Pollack hanno dichiarato di essersi ispirati ad Audrey Hepburn e Anna Wintour per il guardaroba di Blair, e a Kate Moss per Serena, mentre Tinsley Mortimer e Arden Wohl hanno fatto da ispirazione per entrambe.
Nel 2009, Anna Sui ha creato una linea di moda ispirata alla serie. Il 16 settembre 2011, la Warner Bros. e il marchio Romeo & Juliet Couture si sono uniti per creare la linea di moda ufficiale, ispirata a Serena e Blair, che è stata lanciata il 26 settembre, giorno della messa in onda del primo episodio della quinta stagione.

## Colonna sonora
Il tema principale della colonna sonora di Gossip Girl è Gossip Girl Main Title, realizzato dai The Transcenders. Alexandra Patsavas, già supervisore sonoro di The O.C. e di Grey's Anatomy, è stata accreditata per la selezione sonora utilizzata in Gossip Girl.
In contrasto con il largo uso di band indipendenti e artisti alternativi, che hanno segnato le due creazioni sopracitate, Patsavas ha incorporato in questa serie numerosi successi di musica più commerciale. Ha così motivato tale scelta: «Siccome lo show gira principalmente intorno ad un gruppo di studenti di una high school di New York, usiamo sonorità di molte band newyorkesi. Ma questi ragazzi ascoltano, anche loro, la radio». Il 2 settembre 2008 è uscito anche un album ufficiale, che raccoglie parte della colonna sonora, dal titolo OMFGG No. 1.

## Distribuzione

### Trasmissioni internazionali
| Paese                                                                          | Data della prima                                          | Canale                                                                   |
| ------------------------------------------------------------------------------ | --------------------------------------------------------- | ------------------------------------------------------------------------ |
| Albania                                                                        | gennaio 2009                                              | Digi+                                                                    |
| America Latina Argentina Colombia Guatemala Messico Repubblica Dominicana Perù | novembre 2007                                             | Warner Channel                                                           |
| Australia                                                                      | 4 dicembre 2007 3 dicembre 2008                           | FOX8 (Pay TV) Nine Network (free-to-air)                                 |
| Austria                                                                        | 4 aprile 2009                                             | ORF 1                                                                    |
| Belgio                                                                         | 24 luglio 2008 (episodi 1-6)                              | VIJFtv RTBF 2                                                            |
| Brasile                                                                        | 8 novembre 2007                                           | Warner Channel SBT                                                       |
| Bulgaria                                                                       | 16 dicembre 2008                                          | Nova Television                                                          |
| Canada                                                                         | 18 settembre 2007                                         | A-Channel (in corso) MuchMusic (in corso) CTV (2007/2008)                |
| Corea del Sud                                                                  | 3 marzo 2008                                              | On Style                                                                 |
| Danimarca                                                                      | luglio 2008                                               | Kanal 4                                                                  |
| Estonia                                                                        | settembre 2008                                            | Kanal 2                                                                  |
| Figi                                                                           | aprile 2008                                               | Fiji One                                                                 |
| Filippine                                                                      | 12 febbraio 2008                                          | ETC ETC sulla SBN (free-to-air)                                          |
| Finlandia                                                                      | 18 marzo 2008                                             | MTV3                                                                     |
| Francia                                                                        | 6 settembre 2008                                          | TF1                                                                      |
| Germania                                                                       | 18 aprile 2009                                            | ProSieben (st.1-2) Sixx (st.3-6)                                         |
| Grecia                                                                         | 20 settembre 2008                                         | Star Channel                                                             |
| Hong Kong                                                                      | 18 ottobre 2008                                           | TVB J2                                                                   |
| India                                                                          | 20 luglio 2008                                            | Zee Café                                                                 |
| Indonesia                                                                      | 11 agosto 2008                                            | Trans 7                                                                  |
| Irlanda                                                                        | autunno 2008                                              | Channel 6                                                                |
| Italia                                                                         | 19 gennaio 2008 7 gennaio 2009                            | Mya (Pay TV) Italia 1 (free-to-air)                                      |
| Israele                                                                        | 2008                                                      | HOT 3                                                                    |
| Islanda                                                                        | -                                                         | Stöð 2                                                                   |
| Malaysia                                                                       | 23 aprile 2008                                            | 8TV                                                                      |
| Norvegia                                                                       | 2 gennaio 2008                                            | TVNorge                                                                  |
| Nuova Zelanda                                                                  | 15 agosto 2008                                            | TV2                                                                      |
| Paesi Bassi                                                                    | 3 giugno 2008                                             | NET 5                                                                    |
| Polonia                                                                        | 8 aprile 2008                                             | TVN Siedem                                                               |
| Portogallo                                                                     | 9 novembre 2008                                           | Sony Entertainment Television AXN                                        |
| Regno Unito                                                                    | 27 marzo 2008 (stagione 1) gennaio 2009 (stagione 2)      | ITV2                                                                     |
| Russia                                                                         | -                                                         | MTV Russia                                                               |
| Singapore                                                                      | 23 luglio 2008 (stagione 1) 8 settembre 2008 (stagione 2) | Mio TV Favourites-on-Demand (stagione 1) Mio TV Season Pass (stagione 2) |
| Slovacchia                                                                     | 23 novembre 2008                                          | Markìza                                                                  |
| Spagna                                                                         | 3 dicembre 2007 2 aprile 2009 16 aprile 2009              | AXN (in lingua originale) Cosmopolitan TV Cuatro                         |
| Stati Uniti                                                                    | 19 settembre 2007                                         | The CW                                                                   |
| Sudafrica                                                                      | 3 settembre 2008                                          | Go                                                                       |
| Svezia                                                                         | 29 gennaio 2008                                           | Kanal 5                                                                  |
| Svizzera                                                                       | 30 agosto 2008                                            | TSR1                                                                     |
| Thailandia                                                                     | 25 aprile 2008                                            | True Series                                                              |
| Turchia                                                                        | 9 settembre 2008                                          | CNBC-e                                                                   |
| Trinidad e Tobago                                                              | -                                                         | Channel TV6                                                              |
| Ucraina                                                                        | -                                                         | Novyi Kanal                                                              |
| Ungheria                                                                       | -                                                         | Cool TV                                                                  |

### Doppiaggio italiano
L'edizione italiana è curata prima da Antonio Restivo (st. 1-5), poi da Alberto Porto per Mediaset. Il doppiaggio è stato eseguito dalla SEDIF, sotto la direzione di Francesca Guadagno e Marco Guadagno (st. 1).

### Edizioni home video

#### DVD
| Stagione completa | Date di uscita    | Date di uscita     | Date di uscita          | Date di uscita  | Date di uscita    |
| Stagione completa | Regione 1         | Regione 2 (Italia) | Regione 2 (Regno Unito) | Regione 3       | Regione 4         |
| ----------------- | ----------------- | ------------------ | ----------------------- | --------------- | ----------------- |
| 1ª                | 19 agosto 2008    | 19 maggio 2009     | 18 agosto 2008          | 22 ottobre 2008 | 15 aprile 2008    |
| 2ª                | 18 agosto 2009    | 16 novembre 2010   | 28 settembre 2009       | 2 ottobre 2009  | 28 ottobre 2009   |
| 3ª                | 24 agosto 2010    | 18 settembre 2012  | 23 agosto 2010          | 2 ottobre 2010  | 1º settembre 2010 |
| 4ª                | 23 agosto 2011    | 21 novembre 2012   | 15 agosto 2011          | 23 agosto 2011  | 7 settembre 2011  |
| 5ª                | 25 settembre 2012 | 17 aprile 2013     | 3 settembre 2012        | 4 ottobre 2012  | 12 settembre 2012 |
| 6ª                | 12 febbraio 2013  | 5 dicembre 2013    | 18 febbraio 2013        | N/D             | 27 febbraio 2013  |
| 1ª-6ª             | 12 febbraio 2013  | 12 dicembre 2013   | 18 febbraio 2013        | N/D             | N/D               |

## Accoglienza

### Critica
Gossip Girl ha ricevuto recensioni miste. Essendo l'adattamento dei romanzi bestseller del The New York Times, la serie è stata considerata uno degli show più attesi della stagione televisiva 2007–2008; in un'indagine condotta nell'agosto 2007 da OTX, una società di ricerca sui media globali, la serie risultava nella top ten degli show dei quali i telespettatori erano più consapevoli. Nonostante il primo episodio sia stato lodato da molte pubblicazioni come Variety, The Washington Post, San Francisco Chronicle e Boston Globe, altri lo descrissero come un guilty pleasure più che come un'ora di televisione che bisognava assolutamente guardare. È stata inoltre apprezzata per i costumi: nel 2008, Entertainment Weekly ha indicato Chuck e Blair come i personaggi televisivi meglio vestiti dell'anno, mentre Glamour ha scelto Blair come il personaggio televisivo meglio vestito di sempre; anche lo stile di Serena è stato lodato da periodici quali InStyle e Nylon.
Verso la fine della prima stagione, Janet Malcolm del The New Yorker criticò la serie per essersi allontanata dai romanzi, asserendo che fosse legata a loro "solo nei nomi e nelle descrizioni dei personaggi"; tuttavia, l'autrice Cecily von Ziegesar supportò lo show dicendo che tutti i punti principali della trama erano presenti nel primo episodio. Con il passare del tempo, però, le critiche migliorarono, diventando più positive con la seconda stagione, e il New York Magazine designò la serie "Miglior teen drama di tutti i tempi".
Il Parents Television Council ha criticato la campagna pubblicitaria della serie dell'aprile 2008, che mostrava la sigla "OMFG" (Oh My Fucking Gosh), dicendo anche che il settimo episodio della prima stagione, Victor Victrola, era il peggior programma televisivo della settimana in cui fu originariamente trasmesso. Citazioni dalla recensione del Parents Television Council e da quelle negative di San Diego Union-Tribune, New York Post e Boston Herald furono usate sui manifesti pubblicitari della seconda stagione.
Nel 2008 AOL TV classificò Gossip Girl al ventesimo posto tra i migliori show scolastici di tutti i tempi e al quarto tra i più grandi guilty pleasure televisivi.
Dopo l'episodio 20 della quarta stagione, che presenta una scena in cui Chuck diventa violento con Blair, il produttore esecutivo Josh Safran dichiarò che lui e la produzione non credevano che si potesse parlare di abuso nella relazione della coppia perché Chuck non avrebbe mai fatto del male a Blair, e che entrambi i personaggi ne erano consci, aggiungendo che, nel caso Blair fosse stata spaventata, sarebbe stato per ciò che Chuck avrebbe potuto fare a se stesso. Carina MacKenzie di Zap2it rispose a questo commento sottolineando come Blair fosse tornata a casa sanguinante, concludendo che il comportamento di Chuck nel corso della quarta stagione rispecchiasse i segni di una relazione violenta, e giudicò la spiegazione dei produttori "sconvolgente, specialmente dato il target di giovani ragazze al quale Gossip Girl e il canale The CW si rivolgono".

## Riconoscimenti
- 2008 - Teen Choice Awards
  - Miglior show emergente
  - Migliore serie televisiva drammatica
  - Miglior emergente donna a Blake Lively
  - Miglior emergente uomo a Chace Crawford
  - Miglior attrice televisiva drammatica a Blake Lively
  - Miglior cattivo televisivo a Ed Westwick
- 2009 - Teen Choice Awards
  - Migliore serie televisiva drammatica
  - Miglior attrice televisiva drammatica a Leighton Meester
  - Miglior attore televisivo drammatico a Chace Crawford
  - Miglior cattivo televisivo a Ed Westwick
- 2010 - Teen Choice Awards
  - Migliore serie televisiva drammatica
  - Miglior attrice televisiva drammatica a Leighton Meester
  - Miglior attore televisivo drammatico a Chace Crawford
  - Scene stealer femminile a Hilary Duff
- 2011 - Teen Choice Awards
  - Migliore serie televisiva drammatica
  - Miglior attrice televisiva drammatica a Blake Lively
  - Miglior attore televisivo drammatico a Chace Crawford

## Influenza culturale
In onore del centesimo episodio della serie, il sindaco di New York Michael Bloomberg, dopo aver visitato il set, ha proclamato il 26 gennaio 2012 Gossip Girl Day, parlando dell'influenza culturale della serie e dell'impatto sull'economia cittadina. "Gossip Girl ha reso New York un personaggio centrale. Oltre a tenere i fan sulle spine con i colpi di scena, lo show ne attrae anche molti in visita a New York, contribuendo a raggiungere la straordinaria quota di 50.5 milioni di visitatori all'anno. Infatti, l'impatto economico di Gossip Girl e di altre serie e film ambientati a New York si sente distintamente in tutti i cinque borghi. Il centesimo episodio di Gossip Girl è un vero punto di riferimento, e voglio congratularmi con il cast e lo staff." ha affermato. La popolarità della serie è stata anche indirettamente responsabile della creazione del reality NYC Prep, durato una stagione sul canale televisivo statunitense Bravo.

## Remake
Il 5 marzo 2012 Warner Bros. International Television e Metan Development Group hanno annunciato la produzione, insieme a due compagnie cinesi, di una serie televisiva cinese ispirata a Gossip Girl, intitolata China Girl. Un secondo adattamento della serie, prodotto dal messicano Pedro Torres, è andato in onda, con il titolo Gossip Girl: Acapulco, dal 5 agosto al 6 settembre 2013, per un totale di venticinque episodi che adattano le prime due stagioni. Il 27 febbraio 2014 è stato invece annunciato l'adattamento tailandese di Gossip Girl, Gossip Girl: Thailand, andato in seguito in onda per una sola stagione.

## Spin-off
Il 15 gennaio 2009 venne annunciata la realizzazione di uno spin-off sulla giovinezza e l'amore di Rufus Humphrey e Lily van der Woodsen. Il ventiquattresimo episodio della seconda stagione, "Ragazze della Valley" (Valley Girls), sarebbe dovuto servire come back-door pilot e avrebbe dato inoltre il nome allo spin-off. A causa dei bassi ascolti, il progetto venne però abbandonato.
Parallelamente, nel 2009 sono stati realizzati sei mini-episodi da tre minuti l'uno, disponibili sul web, dal titolo Chasing Dorota, incentrati sul personaggio di Dorota, la fidata governante di casa Waldorf.
A luglio 2019 HBO Max ha ordinato un sequel in dieci episodi ambientato otto anni dopo, con protagonista Emily Alyn Lind.